# Orthodontium pallens
Orthodontium pallens là một loài Rêu trong họ Bryaceae. Loài này được (Hook. & Wilson) Broth. mô tả khoa học đầu tiên năm 1903.